# 平季
平 季（へい き、生年不詳 - 534年）は、北魏の宦官。字は稚穆。本貫は燕国薊県。

## 経歴
平雅の子として生まれた。父が沙門法秀の乱に参加して処刑されると、平季は連座して腐刑を受け、宦官として宮中に入れられた。諸官を歴任して小黄門となったが、命令に逆らった咎で潞県令に左遷された。しかし赴任せず、そのまま奉朝請に任じられた。
525年（孝昌元年）、霊太后が政権に返り咲くと、平季は寧朔将軍・長水校尉に任じられ、黄門令を兼ねた。前軍将軍・中給事中に転じた。ときに北魏の地方部では事件が続発していたため、平季は霊太后の命を受けて、各地に使者として立った。後に新興郡太守として出向した。
528年（武泰元年）、孝明帝が死去すると、孝荘帝を立てるよう爾朱栄らとともに提議をおこなった。孝荘帝が即位すると、平北将軍・肆州刺史に任じられた。まもなく撫軍将軍・中侍中に転じた。爾朱氏の政権に協力して、元城県開国侯に封じられた。金紫光禄大夫・幽州大中正の任を加えられ、さらに燕州・安州・平州・営州の中正を兼ねた。普泰年間、前廃帝により車騎将軍・右光禄大夫の位を受けた。永熙年間、驃騎将軍の号を加えられた。534年（永熙3年）9月、病のため死去した。同年（天平元年）、使持節・都督幽燕安平四州諸軍事・儀同三司・幽州刺史の位を追贈された。

## 伝記資料
- 『魏書』巻94 列伝第82
- 『北史』巻92 列伝第80